# 肖俊 (医生)
肖俊（1970年10月—2020年2月8日），男，汉族，湖北武汉人，中华人民共和国医生，武汉市红十字会医院普外科医生。

## 生平
肖俊1991年起开始在武汉市红十字会医院工作。2020年在抗击新型冠状病毒疫情的过程中，身处一线的肖俊感染新型冠状肺炎。1月26日在武汉市红十字会医院入院治疗，次日转送至武汉市金银潭医院治疗。後因病情恶化于2020年2月8日18时13分抢救无效去世，享年50岁。武汉市红十字会医院表示哀悼，向其家属表示诚挚慰问。
2020年3月被国家卫生健康委员会、人力资源和社会保障部、国家中医药管理局追授为“全国卫生健康系统新冠肺炎疫情防控工作先进个人”。
2020年4月，湖北省人民政府评定肖俊等14名牺牲在新冠肺炎疫情防控一线的人员为首批烈士。